# Гёфлер, Франц
Франц Гёфлер (нем. Franz Höfler; 26 сентября 1933, Лана — 22 ноября 1961, Больцано) — австрийский националист, член Комитета освобождения Южного Тироля.

## Биография
Родился 26 сентября 1933 года в Лане. У Гёфлера были три брата: Карл, Алоис и Георг, но до текущих дней дожил только Карл. Франц в детстве стал свидетелем издевательств итальянских солдат над австрийцами Тироля, вследствие чего стал одержим идеей возвращения Тироля в состав Австрии. В молодости он вступил в Комитет освобождения Южного Тироля, основанный Зеппом Кершбаумером. Состоял в стрелковой роте города Лана (полувоенном формировании Комитета освобождения), образованной в 1958 году: в 1959 году в рамках празднования 150-летия восстания Андреаса Гофера Францу доверили нести на плече тирольского орла.
15 июля 1961 в Италии произошла «Огненная ночь»: не менее 30 опор линий электропередачи были взорваны австрийскими националистами, протестовавшими против насильственной итальянизации Южного Тироля. Гёфлер был арестован итальянской полицией и был отправлен в тюрьму Мерано, где его постоянно избивали (согласно письму от 26 сентября). По свидетельствам сторонников Гёфлера, в тюрьму бросили его троих братьев: Францу ломали пальцы и руки, рвали уши и постоянно избивали. Позднее он был переведён в тюрьму Больцано, где издевательства продолжились.
17 ноября Франца Гёфлера сразил паралич, и его доставили в больницу, но спустя 5 дней он скончался. Официально причины смерти так и не были названы. Никто из карабинеров, участвовавших в пытках Гёфлера, не был признан виновным. 29 ноября 1961 состоялись похороны Гёфлера: на них присутствовало от 10 до 15 тысяч человек. С 1984 года его имя носит улица в Лане, а с марта 2000 года и стрелковая рота Ланы, что является заслугой бывшего главы Южнотирольского союза Ганса Штилера и рыцаря, капитана стрелковой роты Ланы Гельтмута Валтинера. 26 мая 2002 было представлено новое знамя роты, которое было освящено женой брата Франца Анной-Марией Гёфлер.